# Necydalis odai
Necydalis odai là một loài bọ cánh cứng trong họ Cerambycidae.